# James Vibert

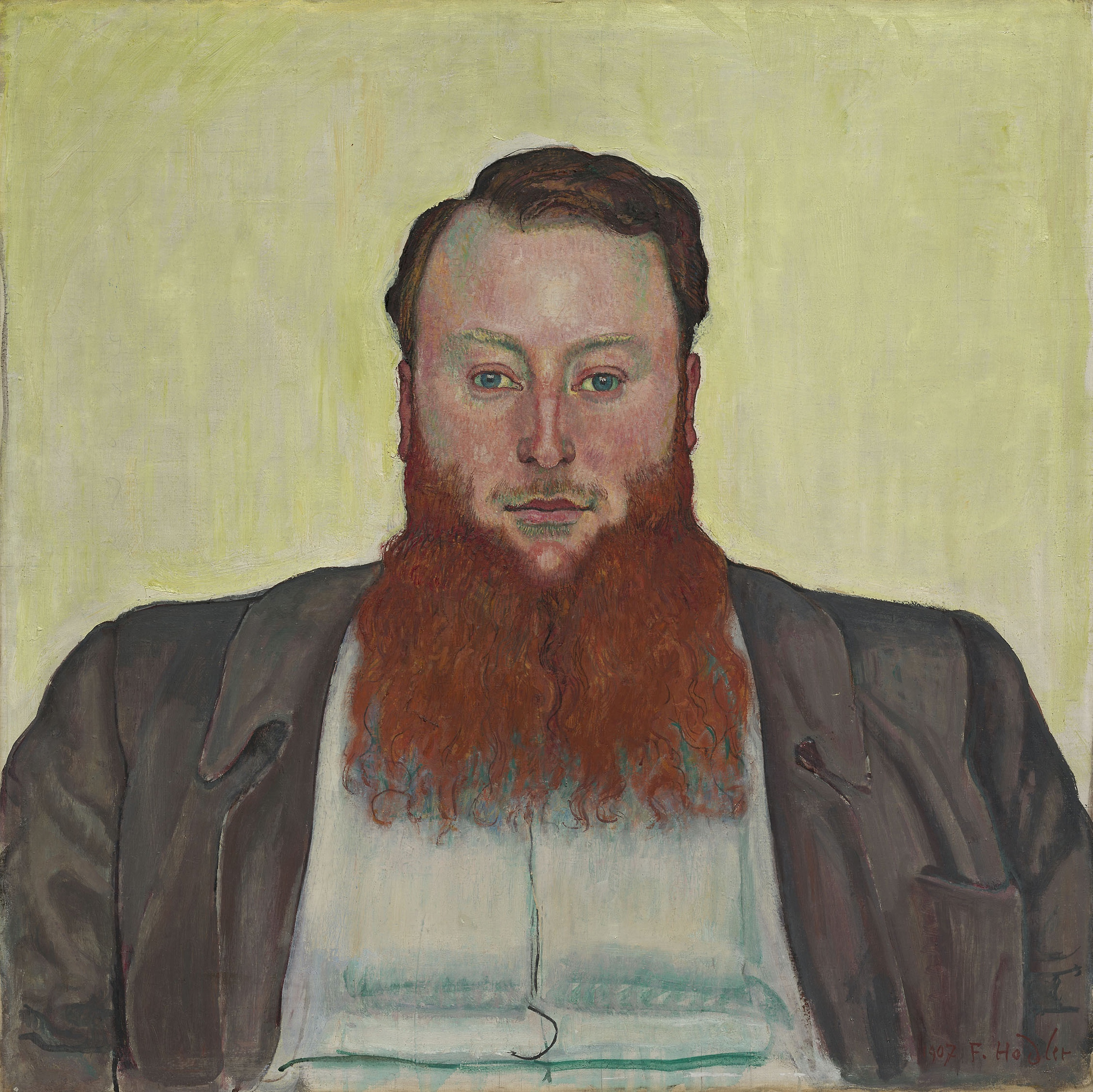
James Vibert – Portrait aus dem Jahre 1907 von Ferdinand Hodler

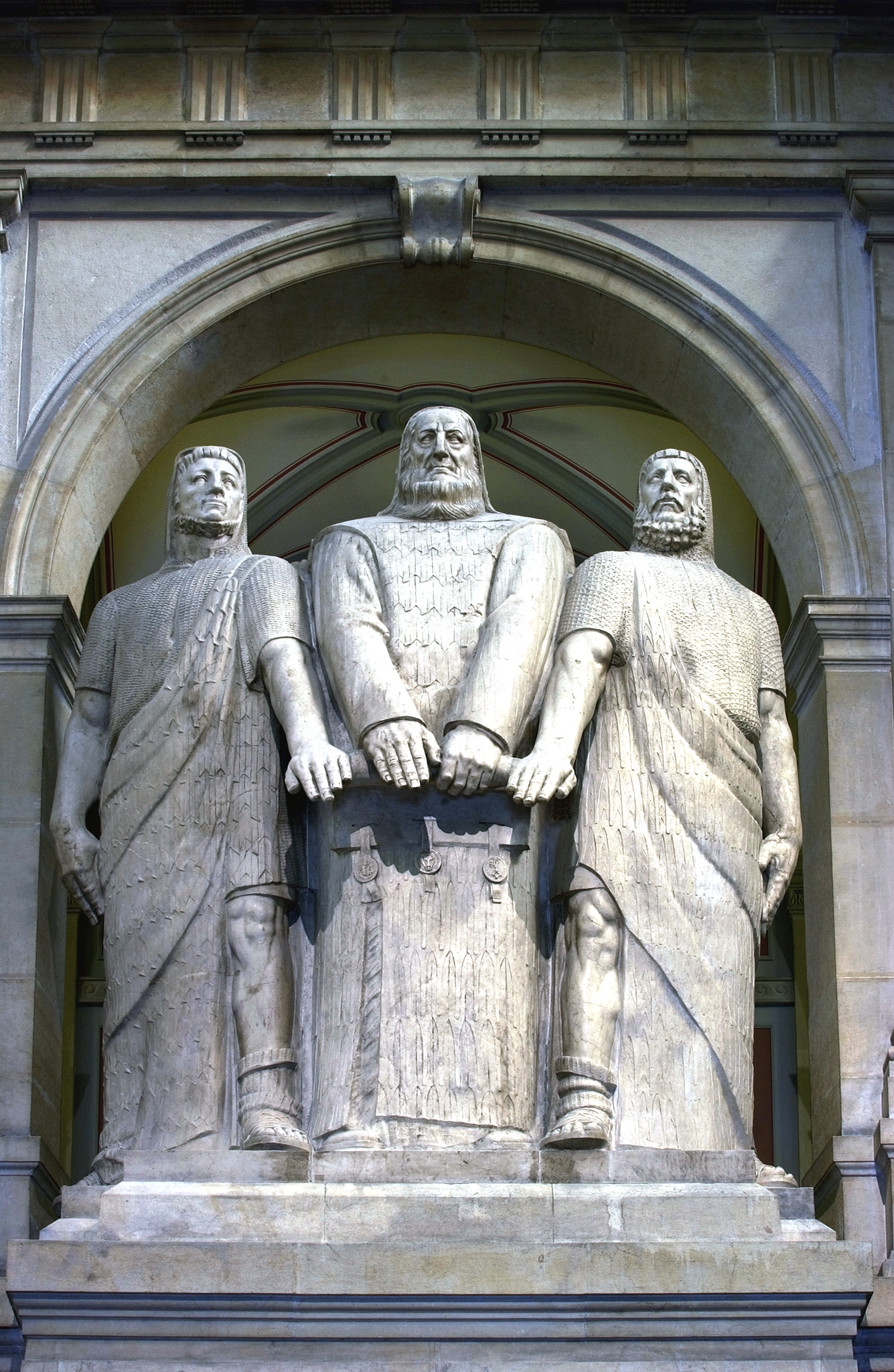
Die Statuen der drei Gründer der Alten Eidgenossenschaft Schwur der drei Eidgenossen (1914) von James Vibert in der Haupttreppenhalle des Bundeshauses der Schweiz in Bern

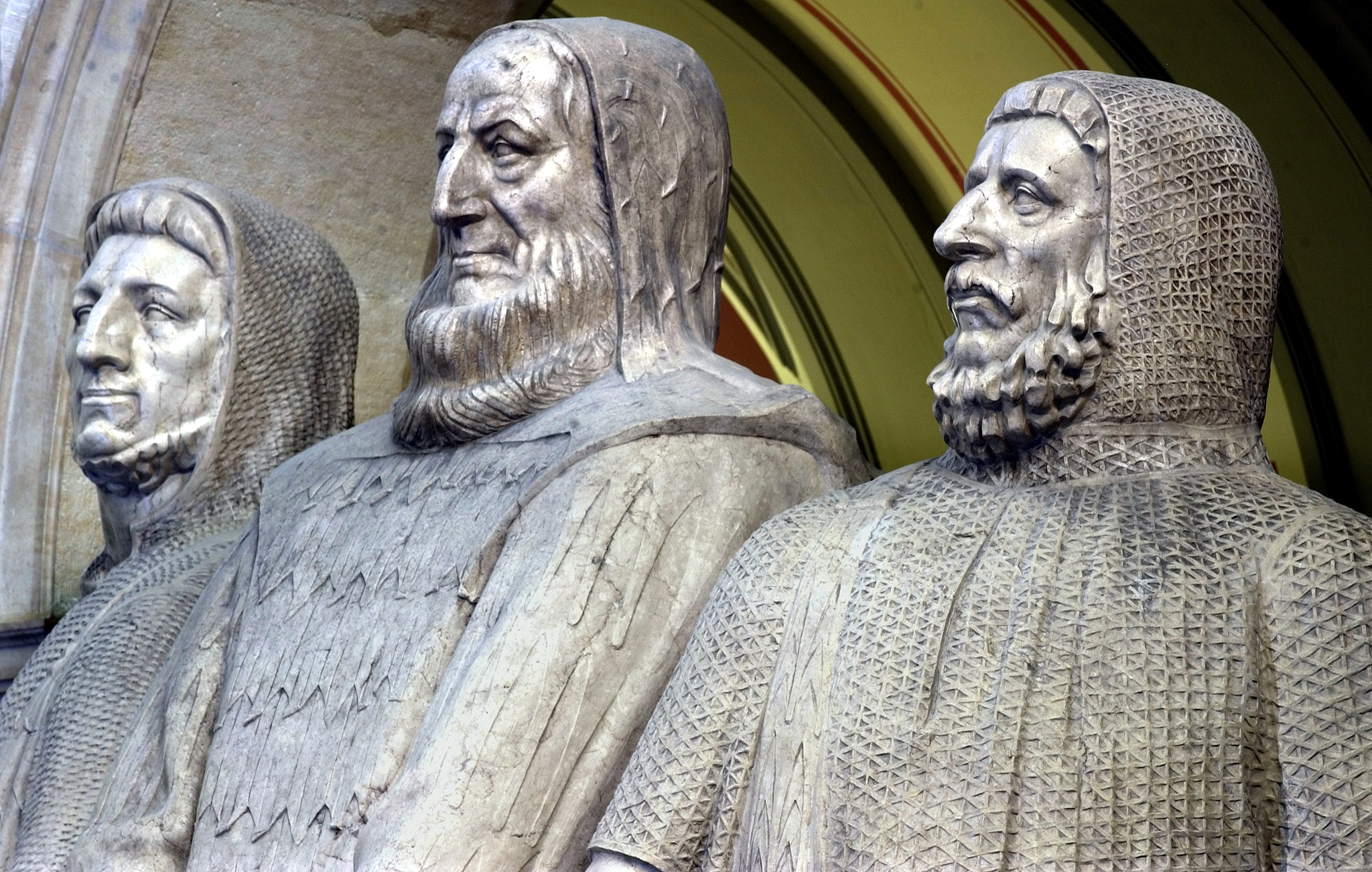
Detailaufnahme

James André Vibert  (* 15. August 1872 in Carouge; † 2. Mai 1942 in Plan-les-Ouates) war ein Schweizer Bildhauer.

## Leben
James Vibert, ein Bruder von Pierre-Eugène Vibert, erlernte den Beruf des Gürtlers in der französischen Stadt Lyon. Daraufhin zog er im Jahre 1891 nach Paris. Dort schloss er sich Auguste Rodin an, der ihn mit dem Symbolismus der bildenden Kunst vertraut machte.
Als Vibert 1903 in die Schweiz zurückkehrte, wurde er zum Professor an der Genfer École des Beaux-Arts ernannt; diese Tätigkeit übte er bis 1935 aus. Von 1906 bis 1908 sowie von 1923 bis 1926 gehörte er der Eidgenössischen Kunstkommission an. Anlässlich der ersten Internationalen Kunstausstellung am 20. Juli 1909 stellte Vibert zusammen mit  Max Buri, Rodo von Niederhäusern, Cuno Amiet, Albert Trachsel und Ferdinand Hodler seine Werke aus.
1914 durfte Vibert, nachdem ein erster Entwurf abgelehnt worden war, die Skulpturengruppe Die drei Eidgenossen in der Kuppelhalle des Bundeshauses errichten. Drei Jahre lang hatte er diese in seinem Atelier in Carrara aus «Botticino-Kalk» gehauen. Für das Musée Rath schuf Vibert die Skulpturengruppe Vergangenheit und Zukunft.
James Vibert wurde zweimal von Ferdinand Hodler porträtiert, erstmals im Jahre 1907 und das zweite Mal im Jahre 1915. Vibert war Mitglied in der Genfer Freimaurerloge «Fidélité et Prudence».
1933 wurde das von Vibert geschaffene Anna-de-Noailles-Denkmal in Vevey platziert.